# Liste des présidents du Conseil des ministres du Pérou
Le président du Conseil des ministres du Pérou est le vice-chef du gouvernement du Pérou. Il est nommé par le président de la République et son gouvernement doit être investi par un vote du Congrès de la République. Il préside le Conseil des ministres.

## Liste des présidents du Conseil des ministres
| N°   | Nom                              | Début du mandat   | Fin du mandat     | Parti                        |
| ---- | -------------------------------- | ----------------- | ----------------- | ---------------------------- |
| 1    | Óscar Vargas Prieto              | 30 août 1975      | 31 janvier 1976   | Militaire                    |
| 2    | Jorge Fernández-Maldonado Solari | 31 janvier 1976   | 16 juillet 1976   | Militaire                    |
| 3    | Guillermo Arbulú Galliani        | 16 juillet 1976   | 30 janvier 1978   | Militaire                    |
| 4    | Óscar Molina Pallochia           | 30 janvier 1978   | 31 janvier 1979   | Militaire                    |
| 5    | Pedro Richter Prada              | 31 janvier 1979   | 27 juillet 1980   | Militaire                    |
| 6    | Manuel Ulloa Elías               | 28 juillet 1980   | 9 décembre 1982   | Action populaire             |
| 7    | Fernando Schwalb López Aldana    | 9 décembre 1982   | 10 avril 1984     | Action populaire             |
| 8    | Sandro Mariátegui Chiappe        | 10 avril 1984     | 13 octobre 1984   | Action populaire             |
| 9    | Luis Pércovich                   | 13 octobre 1984   | 27 juillet 1985   | Action populaire             |
| 10   | Luis Alva Castro                 | 27 juillet 1985   | 26 juillet 1987   | APRA                         |
| 11   | Guillermo Larco Cox              | 27 juillet 1987   | 13 mai 1988       | APRA                         |
| 12   | Armando Villanueva del Campo     | 13 mai 1988       | 15 mai 1989       | APRA                         |
| 13   | Luis Alberto Sánchez             | 15 mai 1989       | 30 septembre 1989 | APRA                         |
| (11) | Guillermo Larco Cox              | 30 septembre 1989 | 28 juillet 1990   | APRA                         |
| 14   | Juan Carlos Hurtado Miller       | 28 juillet 1990   | 15 février 1991   | Cambio 90                    |
| 15   | Carlos Torres y Torres Lara      | 15 février 1991   | 6 novembre 1991   | Cambio 90                    |
| 16   | Alfonso de los Heros             | 6 novembre 1991   | 6 avril 1992      | Cambio 90                    |
| 17   | Óscar de la Puente               | 6 avril 1992      | 28 août 1993      | Cambio 90                    |
| 18   | Alfonso Bustamante               | 28 août 1993      | 17 février 1994   | Cambio 90                    |
| 19   | Efraín Goldenberg                | 17 février 1994   | 28 juillet 1995   | Cambio 90                    |
| 20   | Dante Córdova                    | 28 juillet 1995   | 3 avril 1996      | Cambio 90                    |
| 21   | Alberto Pandolfi                 | 3 avril 1996      | 4 juin 1998       | Cambio 90                    |
| 22   | Javier Valle Riestra             | 4 juin 1998       | 21 août 1998      | Indépendant                  |
| (21) | Alberto Pandolfi                 | 21 août 1998      | 4 juin 1999       | Cambio 90                    |
| 23   | Víctor Joy Way                   | 3 janvier 1999    | 10 octobre 1999   | Cambio 90                    |
| 24   | Alberto Bustamante Belaúnde      | 10 octobre 1999   | 29 juillet 2000   | Indépendant                  |
| 25   | Federico Salas                   | 29 juillet 2000   | 25 novembre 2000  | Indépendant                  |
| 26   | Javier Pérez de Cuéllar          | 25 novembre 2000  | 28 juillet 2001   | Indépendant                  |
| 27   | Roberto Dañino                   | 28 juillet 2001   | 11 juillet 2002   | Indépendant                  |
| 28   | Luis Solari                      | 21 juillet 2002   | 23 juin 2003      | Pérou possible               |
| 29   | Beatriz Merino                   | 23 juin 2003      | 12 décembre 2003  | Indépendant                  |
| 30   | Carlos Ferrero                   | 15 décembre 2003  | 15 août 2005      | Pérou possible               |
| 31   | Pedro Pablo Kuczynski            | 16 août 2005      | 28 juillet 2006   | Pérou possible               |
| 32   | Jorge del Castillo               | 28 juillet 2006   | 14 octobre 2008   | APRA                         |
| 33   | Yehude Simon                     | 14 octobre 2008   | 12 juin 2009      | PMHP                         |
| 34   | Javier Velásquez Quesquén        | 12 juin 2009      | 14 septembre 2010 | APRA                         |
| 35   | José Antonio Chang               | 14 septembre 2010 | 18 mars 2011      | APRA                         |
| 36   | Rosario Fernández                | 19 mars 2011      | 25 juillet 2011   | Indépendant                  |
| 37   | Salomón Lerner                   | 25 juillet 2011   | 10 décembre 2011  | Indépendant                  |
| 38   | Oscar Valdés                     | 10 décembre 2011  | 23 juillet 2012   | Indépendant                  |
| 39   | Juan Jiménez Mayor               | 23 juillet 2012   | 31 octobre 2013   | Indépendant                  |
| 40   | César Villanueva                 | 31 octobre 2013   | 24 février 2014   | Alliance pour le progrès     |
| 41   | René Cornejo                     | 24 février 2014   | 22 juillet 2014   | Indépendant                  |
| 42   | Ana Jara                         | 22 juillet 2014   | 30 mars 2015      | Indépendant                  |
| 43   | Pedro Cateriano                  | 2 avril 2015      | 28 juillet 2016   | Indépendant                  |
| 44   | Fernando Zavala                  | 28 juillet 2016   | 17 septembre 2017 | Péruviens pour le changement |
| 45   | Mercedes Aráoz                   | 17 septembre 2017 | 2 avril 2018      | Péruviens pour le changement |
| (40) | César Villanueva                 | 2 avril 2018      | 11 mars 2019      | Alliance pour le progrès     |
| 46   | Salvador del Solar               | 11 mars 2019      | 30 septembre 2019 | Indépendant                  |
| 47   | Vicente Zeballos                 | 30 septembre 2019 | 15 juillet 2020   | Indépendant                  |
| (43) | Pedro Cateriano                  | 15 juillet 2020   | 6 août 2020       | Indépendant                  |
| 48   | Walter Martos                    | 6 août 2020       | 10 novembre 2020  | Indépendant                  |
| 49   | Ántero Flores-Aráoz              | 11 novembre 2020  | 17 novembre 2020  | Indépendant                  |
| 50   | Violeta Bermúdez                 | 18 novembre 2020  | 28 juillet 2021   | Indépendant                  |
| 51   | Guido Bellido                    | 29 juillet 2021   | 6 octobre 2021    | Pérou libre                  |
| 52   | Mirtha Vásquez                   | 6 octobre 2021    | 1er février 2022  | Front large                  |
| 53   | Héctor Valer                     | 1er février 2022  | 8 février 2022    | Pérou démocratique           |
| 54   | Aníbal Torres                    | 8 février 2022    | 25 novembre 2022  | Indépendant                  |
| 55   | Betssy Chávez                    | 25 novembre 2022  | 7 décembre 2022   | Pérou libre                  |
| 56   | Pedro Angulo                     | 10 décembre 2022  | 21 décembre 2022  | Indépendant                  |
| 57   | Alberto Otárola                  | 21 décembre 2022  | 6 mars 2024       | Indépendant                  |
| 58   | Gustavo Adrianzén                | 6 mars 2024       | 14 mai 2025       | Indépendant                  |
| 59   | Eduardo Arana                    | 14 mai 2025       | en fonction       | Indépendant                  |